# 146 (număr)

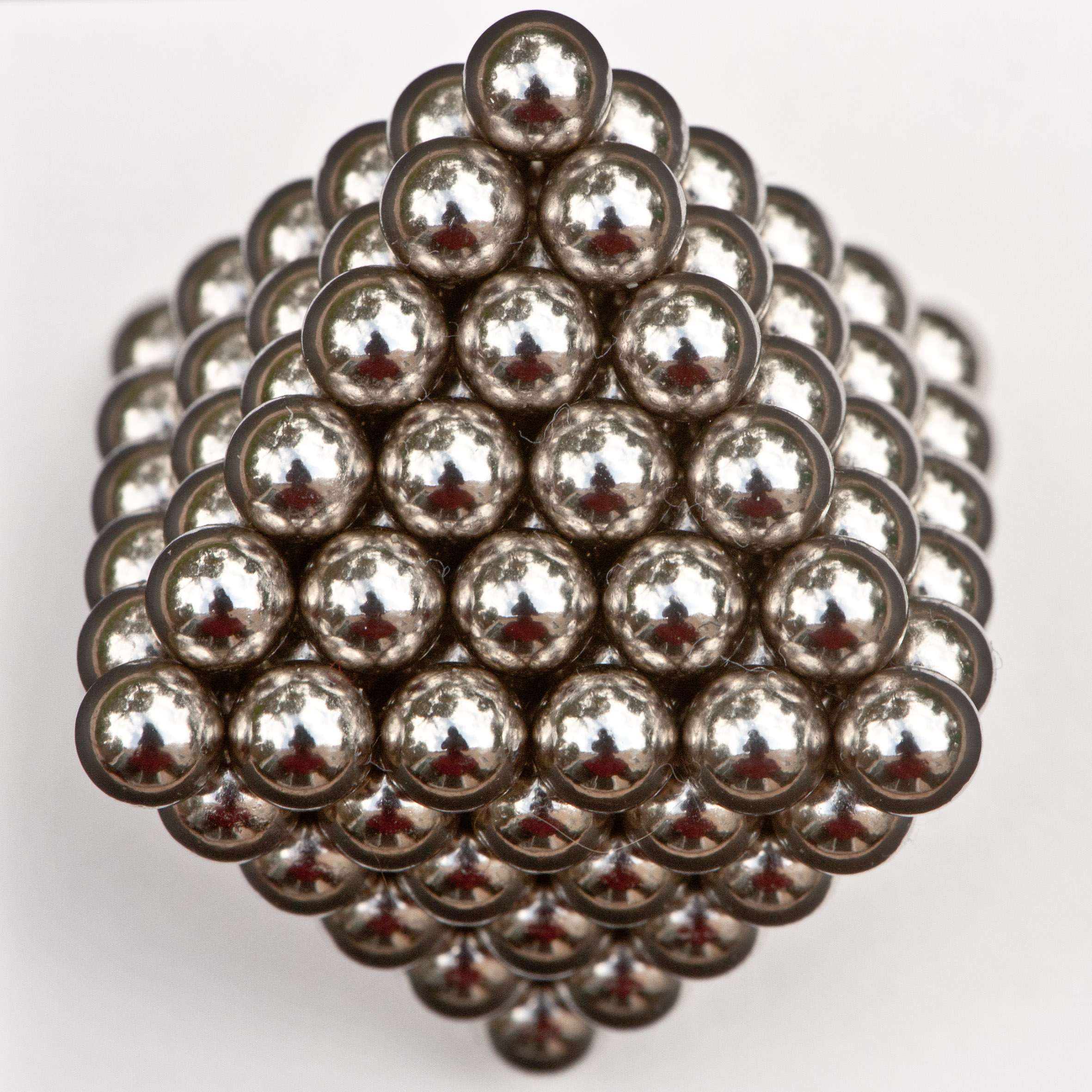
146 de bile magnetice aranjate în formă de octaedru

146 (o sută patruzeci și șase) este numărul natural care urmează după 145 și precede pe 147 într-un șir crescător de numere naturale.

## În matematică
146
- Este un număr compus.[1]
- Este un număr semiprim.[2][3]
- Este un număr Erdős-Woods[4][5]
- Este un număr octaedric.[6]
- Este un număr platonic.[7]
- Este un număr nontotient[8] deoarece nu există întregi coprimi[9] mai mici ca el.
- Este un număr intangibil.[10]
- În baza 8 este un număr repdigit (222), deci și un număr palindromic.

## În știință

### În astronomie
- Obiectul NGC 146 din New General Catalogue este un roi deschis cu o magnitudine 9,1 în constelația Cassiopeia.
- 146 Lucina este un asteroid din centura principală.
- 146P/Shoemaker-LINEAR este o cometă periodică din Sistemul Solar.

## În alte domenii
146 se poate referi la:
- BAe 146, un avion britanic.
- SAM146, un motor turboreactor fabricat de SNECMA și UEC NPO Saturn.